# پودروگوو
پودروگوو (به لهستانی:  Podrogów) یک روستا در لهستان است که در گمینا سوکوووف پودلاسکی واقع شده‌است.